# Тейшейра, Джек
Джек Ду́глас Тейше́йра (англ. Jack Douglas Teixeira; род. 21 декабря 2001) — американский военный 102-го разведывательного крыла ВВС Национальной гвардии штата Массачусетс. В апреле 2023 года Тейшейре было предъявлено обвинение в нарушении Закона о шпионаже после утечки секретных документов в 2023 году, что привело к его аресту.

## Биография
Тейшейра вырос в Норт-Дайтоне, штат Массачусетс. Тейшейра имеет португальское происхождение; его дед иммигрировал в США с острова Сан-Мигель на Азорских островах. Его отчим Том Дюфолт, старший сержант ВВС США в отставке, и сводный брат Алекс Дюфолт работали на базе ВВС Кейп-Код.
В 2020 году окончил региональную среднюю школу Дайтон-Рехобот, но пропустил выпускную церемонию из-за обязательств по обучению на базе ВВС Лэкленд в Техасе. После окончания региональной средней школы Дайтон-Рехобот Тейшейра в сентябре 2019 года поступил на службу в 102-е разведывательное крыло Национальной гвардии ВВС Массачусетса, где стал младшим специалистом по кибертранспортным системам. Тейшейра служил на базе Национальной гвардии ВВС Отис в Кейп-Коде. В июле 2022 года Тейшейра стал авиатором первого класса (англ. Airman first class, звание, соответствующее рядовому первого класса Армии США и примерно соответствующее званию ефрейтора в Армии России). В рамках своей должности Тейшейра обладал допуском к секретным документам.

### Утечка данных
По сообщению The New York Times, в свободное от работы время Тейшейра курировал онлайн-группу под названием Thug Shaker Central, участниками которой были в основном молодые люди и подростки. Участники играли в различные игры, обсуждали политику. Группа базировалась на одноимённом Discord-сервере, на котором и были опубликованы секретные данные. По данным The Washington Post, Тейшейра регулярно делился секретной информацией на Discord-сервере, как расшифрованной из документов, которые он прочитал, так и из распечаток, изъятых из его офиса на базе. Первые подобные публикации, как сообщается, появились в октябре 2022 года; некоторые участники чата с трудом понимали документы или не воспринимали их всерьёз.

## Юридические процедуры
13 апреля 2023 года ФБР арестовало Джека Тейшейру в доме его матери в Дайтоне. На следующий день Тейшейра предстал перед окружным судом в Бостоне. Суд прошёл в закрытом формате, без прессы. Ему были предъявлены обвинения по двум пунктам: нарушению Закона о шпионаже путём хранения и передачи информации о национальной обороне без разрешения и несанкционированном удалении и хранении секретной информации. К жалобе на возбуждение уголовного дела были приложены подтверждающие показания под присягой специального агента отдела контрразведки ФБР.
Тейшейра не выразил позицию по предъявленному обвинению. Слушание по мере пресечения было назначено на 19 апреля 2023 года. Летом 2023 года над ним начался суд, подсудимый своей вины не признал.
4 марта 2024 года Тейшейра всё же признал себя виновным.

### Комментарии
1. ↑  В ВВС специалист по кибертранспортным системам отвечает за инфраструктуру связи[9].